# Xyletobius submimus
Xyletobius submimus là một loài bọ cánh cứng thuộc họ Ptinidae.